# San Luis Potosí Challenger 2022 - Doppio
Marcelo Arévalo e Miguel Ángel Reyes Varela erano i detentori del titolo ma solo Miguel Ángel Reyes Varela ha deciso di difenderlo in coppia con Nicolás Barrientos.
In finale Miguel Ángel Reyes Varela e Nicolás Barrientos hanno sconfitto Luis David Martínez e Felipe Meligeni Alves con il punteggio di 7–6(11), 6-2.

## Teste di serie
1. Nicolás Barrientos /  Miguel Ángel Reyes Varela (campioni)
2. Luis David Martínez /  Felipe Meligeni Alves (finale)

1. Andrej Martin /  Tristan-Samuel Weissborn (semifinale)
2. Gonçalo Oliveira /  Divij Sharan (primo turno)

## Wildcard
1. Shintaro Mochizuki /  Shang Juncheng (primo turno)

1. Manuel Sánchez /  Luis Patino (primo turno)

## Tabellone

### Legenda
| - Q = Qualificato - WC = Wild card - LL = Lucky loser | - ALT = Alternate - SE = Special Exempt - PR = Protected Ranking | - w/o = Walkover - r = Ritirato - d = Squalificato |

|  | Primo turno | Primo turno                  | Primo turno                  | Primo turno | Primo turno |  |  | Quarti di finale | Quarti di finale             | Quarti di finale             | Quarti di finale             | Quarti di finale       |   |      | Semifinali | Semifinali                                   | Semifinali                                   | Semifinali                                | Semifinali                                |     |   | Finale | Finale | Finale | Finale | Finale |  |
|  |             |                              |                              |             |             |  |  |                  |                              |                              |                              |                        |   |      |            |                                              |                                              |                                           |                                           |     |   |        |        |        |        |        |  |
|  | 1           | N Barrientos MÁ Reyes Varela | N Barrientos MÁ Reyes Varela | 6           | 6           |  |  |                  |                              |                              |                              |                        |   |      |            |                                              |                                              |                                           |                                           |     |   |        |        |        |        |        |  |
|  | WC          | S Mochizuki J Shang          | S Mochizuki J Shang          | 4           | 0           |  |  | 1                | N Barrientos MÁ Reyes Varela | N Barrientos MÁ Reyes Varela | 6                            | 6                      |   |      |            |                                              |                                              |                                           |                                           |     |   |        |        |        |        |        |  |
|  |             | M Alves E Escobedo           | M Alves E Escobedo           | 6           | 6           |  |  |                  | M Alves E Escobedo           | M Alves E Escobedo           | 2                            | 4                      |   |      |            |                                              |                                              |                                           |                                           |     |   |        |        |        |        |        |  |
|  |             | J Clarke P Krstin            | J Clarke P Krstin            | 4           | 4           |  |  |                  |                              |                              |                              |                        |   |      | 1          | N Barrientos MÁ Reyes Varela                 | N Barrientos MÁ Reyes Varela                 | 6                                         | 7                                         |     |   |        |        |        |        |        |  |
|  | 3           | A Martin T-S Weissborn       | 6                            | 64          | [10]        |  |  |                  |                              | 3                            | A Martin T-S Weissborn       | A Martin T-S Weissborn | 4 | 62   |            |                                              |                                              |                                           |                                           |     |   |        |        |        |        |        |  |
|  |             | E Donskoj D Istomin          | 1                            | 7           | [6]         |  |  | 3                | A Martin T-S Weissborn       | A Martin T-S Weissborn       | 6                            | 6                      |   |      |            |                                              |                                              |                                           |                                           |     |   |        |        |        |        |        |  |
|  |             | JC Aragone F Mena            | JC Aragone F Mena            | 4           | 4           |  |  |                  | J Eysseric F Gaio            | J Eysseric F Gaio            | 4                            | 4                      |   |      |            |                                              |                                              |                                           |                                           |     |   |        |        |        |        |        |  |
|  |             | J Eysseric F Gaio            | J Eysseric F Gaio            | 6           | 6           |  |  |                  |                              |                              |                              |                        |   |      | 1          | Nicolás Barrientos Miguel Ángel Reyes Varela | Nicolás Barrientos Miguel Ángel Reyes Varela | 7                                         | 6                                         |     |   |        |        |        |        |        |  |
|  |             | N Jarry R Quiroz             | 67                           | 6           | [10]        |  |  |                  |                              |                              |                              |                        |   |      |            |                                              | 2                                            | Luis David Martínez Felipe Meligeni Alves | Luis David Martínez Felipe Meligeni Alves | 611 | 2 |        |        |        |        |        |  |
|  |             | J Lenz G Melzer              | 7                            | 4           | [8]         |  |  |                  | N Jarry R Quiroz             | N Jarry R Quiroz             | 6                            | 7                      |   |      |            |                                              |                                              |                                           |                                           |     |   |        |        |        |        |        |  |
|  |             | B Arias F Zeballos           | B Arias F Zeballos           | 7           | 6           |  |  |                  | B Arias F Zeballos           | B Arias F Zeballos           | 3                            | 6                      |   |      |            |                                              |                                              |                                           |                                           |     |   |        |        |        |        |        |  |
|  | 4           | G Oliveira D Sharan          | G Oliveira D Sharan          | 5           | 3           |  |  |                  |                              |                              |                              |                        |   |      |            | N Jarry R Quiroz                             | 4                                            | 6                                         | [6]                                       |     |   |        |        |        |        |        |  |
|  | WC          | M Sánchez L Patino           | M Sánchez L Patino           | 2           | 4           |  |  |                  |                              | 2                            | LD Martínez F Meligeni Alves | 6                      | 1 | [10] |            |                                              |                                              |                                           |                                           |     |   |        |        |        |        |        |  |
|  |             | JP Ficovich N Mejía          | JP Ficovich N Mejía          | 6           | 6           |  |  |                  | JP Ficovich N Mejía          | 69                           | 6                            | [8]                    |   |      |            |                                              |                                              |                                           |                                           |     |   |        |        |        |        |        |  |
|  |             | M-A Hüsler E King            | M-A Hüsler E King            | 3           | 4           |  |  | 2                | LD Martínez F Meligeni Alves | 7                            | 2                            | [10]                   |   |      |            |                                              |                                              |                                           |                                           |     |   |        |        |        |        |        |  |
|  | 2           | LD Martínez F Meligeni Alves | LD Martínez F Meligeni Alves | 6           | 6           |  |  |                  |                              |                              |                              |                        |   |      |            |                                              |                                              |                                           |                                           |     |   |        |        |        |        |        |  |